# Jelenie Rogi
Jelenie Rogi es una localidad del distrito de Bolesławiec, en el voivodato de Baja Silesia (Polonia). Se encuentra en el suroeste del país, dentro del término municipal de Osiecznica, a unos 8 km al norte de la localidad homónima y sede del gobierno municipal, a unos 18 al noroeste de Bolesławiec, la capital del distrito, y a unos 117 al oeste de Breslavia, la capital del voivodato. Jelenie Rogi perteneció a Alemania hasta 1945.
- Datos: Q6176682